# Kazuhiro Sato
Kazuhiro Sato (født 28. september 1990) er en japansk fodboldspiller, som spiller for den japanske fodboldklub Ventforet Kofu.